# Spread Your Wings
Spread Your Wings ist ein Lied der britischen Rockband Queen, das von deren Bassisten John Deacon geschrieben wurde. Es ist auf dem im Oktober 1977 erschienenen Album News of the World enthalten und wurde am 10. Februar 1978 in Europa als Single mit Sheer Heart Attack als B-Seite veröffentlicht. In Nordamerika wurde es nicht als Single veröffentlicht, sondern erschien stattdessen 1980 als B-Seite des Billboard Nummer-1-Hits Crazy Little Thing Called Love. Das Lied wurde zwar kein großer Hit in den Charts, ist aber unter Queen-Fans sehr beliebt.

## Text
Der Text beschreibt einen jungen Mann namens Sammy, der in einer Bar zum Putzen arbeitet (“You should’ve been sweeping/up the Emerald bar”). Während sein Chef ihn in den Strophen beschimpft und sagt, er habe keinerlei Ambitionen und solle sich mit dem zufriedengeben, was er hat (“You’ve got no real ambition,/you won’t get very far/Sammy boy don’t you know who you are/Why can’t you be happy/at the Emerald bar”), ermuntert ihn der Erzähler im Refrain, seinen Träumen nachzugehen (“spread your wings and fly away/Fly away, far away/Pull yourself together ‘cause you know you should do better/That’s because you’re a free man.”).

## Musik
Das Lied ist im 4/4-Takt geschrieben, beginnt in der Tonart D-Dur, wechselt in der Bridge zu deren Paralleltonart h-Moll und endet wieder mit D-Dur. Es beginnt mit einem kurzen Piano-Intro, gefolgt von der ersten Strophe, die nur mit einer akustischen Gitarre, Piano und Hi-Hats begleitet wird, und dem Refrain, in dem die E-Gitarre und das Schlagzeug hinzukommen. Die Bridge besteht aus kurzen, langsamen Gitarrentönen. Die zweite Strophe enthält im Gegensatz zur ersten beinahe von Anfang an E-Gitarren-Klänge und Schlagzeugtöne. Darauf folgt nochmals der Refrain. Das Outro ist – abgesehen von zwei kurzen Rufen – instrumental. Es besteht aus einem längeren Gitarrensolo, in dem – was für Queen äußerst ungewöhnlich ist – dieselbe Akkordfolge mehrere Male wiederholt wird und ab dem vierten Mal langsam ausblendet. Das ganze Lied enthält keinerlei Hintergrundgesang, sondern nur den Leadgesang von Freddie Mercury.

## Besetzung
- John Deacon: Bass, Akustische Gitarre
- Freddie Mercury: Gesang, Piano
- Brian May: E-Gitarre
- Roger Taylor: Schlagzeug

## Musikvideo
Das Musikvideo wurde ebenso wie das zu We Will Rock You im Januar 1978 im Garten von Roger Taylors damaligen Anwesen Millhanger House gedreht, welches sich im Dorf Thursley im Südwesten der englischen Grafschaft Surrey befindet. Der Boden ist dabei von einer Eis- und Schneeschicht überzogen, auf der die Musiker spielten.
Brian May sagte dazu später: “Looking back, it couldn't be done there – you couldn't do that!” („Wenn ich zurückschaue, hätte es nicht dort gemacht werden dürfen – man konnte das nicht tun!“)

## Coverversionen
Das Lied wurde mehrfach gecovert, unter anderem von der deutschen Metal-Band Blind Guardian auf ihrem 1992 erschienenen Album Somewhere Far Beyond. Weitere Coverversionen gibt es u. a. von Jeff Scott Soto und Shawn Mars.